# Завјерће
Завјерће (пољ. Zawiercie) је град у Пољској у Војводству Шлеском у Повјату zawierciański. Према попису становништва из 2011. у граду је живело 52.091 становника.

## Становништво
Према прелиминарним подацима са пописа, у граду је 2011. живело 52.091 становника.
| 2002.  | 2011.  | 2012.  |
| ------ | ------ | ------ |
| 54.037 | 52.091 | 51.688 |

## Партнерски градови
- Ebensee
- Ponte Lambro
- Камјањец-Подиљски
- Борнхајм Долни Кубин
- Сан Ђовани ла Пунта